# Quartiere (rivista)
Quartiere è stata una rivista di poesia fondata a Firenze nel 1958 da Gino Gerola,  Lamberto Pignotti,  Sergio Salvi, Giuseppe Zagarrio. La rivista chiuse le pubblicazioni nel 1967. Legata alla sinistra marxista e sostenitrice di una linea di sintesi tra le "esigenze soggettive dello scrittore e quelle urgenti della realtà storico-sociale", accolse contributi di poeti e critici quali Giorgio Barberi Squarotti, Franco Fortini, Mario Luzi, Oreste Macrì, Alessandro Parronchi, Silvio Ramat, Andrea Zanzotto.